# Глен Додс
Глен Лоренс Додс (англ. Glenn Laurence Dods; нар. 17 листопада 1958, Вангануі, Нова Зеландія) — новозеландський футболіст, захисник.

## Клубна кар'єра
Футбольну кар'єру розпочав 1973 року в «Мотуроа Юнайтед». У 1975 році перебрався в «Маунт Веллінгтон». Фіналіст кубку Четгема 1977 року, в якому «Маунт Веллінгтон» поступився «Нельсон Юнайтед». Потім грав за «Блокгауз-Бей». У 1979 році перебрався в австралійський клуб «Аделаїда Сіті», з яким виграв Літній Кубок володарів кубків Південної Австралії 1981 року. 

## Кар'єра в збірній
У футболці національної збірної Австралії дебютував 1976 року. У 1982 році головний тренер Джон Едшид викликав Глена на чемпіонаті світу 1982 року, де зіграв у програних матчах проти СРСР та Бразилії. Востаннє футболку збірної одягав 1982 року. У період з 1976 по 1982 рік зіграв 22 поєдинки в національній збірній.

## Кар'єра фізіотерапевта
Закінчивши в 1979 році Оклендський технологічний університет, розпочав діяльність фізіотерапевта в 1980 році, який присвятив повний робочий день після завершення кар'єри гравця. Працював у численних клубах в Аделаїді, включаючи «Аделаїду Юнайтед», «Аделаїда 36ерс», футбольний клуб «Вест Торренс САНФЛ» та футбольний клуб «Аделаїда Форс». Він також працював консультантом футбольної команди САСІ.
У травні 2019 року зайняв посаду футбольного директора «Аделаїди Сіті».

## Досягнення
«Аделаїда Сіті»
- Літній Кубок володарів кубків Південної Австралії
  -  Чемпіон (1): 1981